# Corporocracia
Corporocracia ou corporatocracia, (de corporação e do grego -κρατία, -kratía, "poder, governo") ou ainda "governo das grandes empresas", é a denominação de um governo presumível em que o poder seria transferido do Estado (ou seja, de exercido em nome do povo) para o controle por empresas privadas.
Não existe até hoje um país reconhecidamente submetido a uma corporocracia, apesar de existirem evidências de que muitos países estejam sujeitos a esse modelo. Entretanto, a United Fruit Company (que existe até hoje, sob o nome Chiquita) chegou a controlar o governo de alguns países da América Central durante o Período Mercantil. 
Enquanto o governo norte-americano no século XXI é descrito como uma oligarquia governada por corporações, outros estudos científicos sugerem que a racionalidade corporocrática vem se expandindo no governo brasileiro desde meados dos anos 2010.

## Definição
Corporocracia é um neologismo derivado da palavra inglesa "corporatocracy" (que às vezes é grafada "corporocracy"). Esta palavra, cunhada pelo Global Justice Movement, descreve o governo de uma sociedade que é capturado por pessoas que tomam decisões favoráveis às "grandes corporações".
Em português brasileiro, o termo que designa "corporação" é empresa de capital aberto ou sociedade anônima. Assim, em seu sentido geral, "corporatocracy" implica a existência de um governo controlado por pessoas que administram essas grandes empresas, sejam elas suas acionistas ou não.
Por este conceito, através do mecanismo de extração de renda monopolística ou extração de renda oligopolística, estas grandes empresas seriam capazes de definir a agenda política nacional dos países e o tipo de governo que as pessoas comuns o ("povo") pensam ser uma democracia.
Como já foi dito, uma corporocracia é um governo privado. Por isso, o conceito dessa forma de governo diz que não há cobrança de impostos num governo de empresas, mas os serviços prestados pelo governo (saneamento básico, educação, saúde, etc) são pagos, já que são privados.
Muitas empresas possuem um logotipo, que é tido como o símbolo de uma corporação. Por isso, provavelmente uma corporocracia teria o logotipo da empresa que a governa em sua bandeira.

## Pressuposto democrático
Existe um pressuposto de que nas democracias as pessoas que governam o Estado devem considerar todas as pessoas governadas como iguais, isto é, como dotadas de igualdade política. Como apenas pessoas ricas ou organizações dotadas de grandes recursos financeiros (como o conjunto da grande empresa de capital aberto) pode dispor de recurso monetário suficiente para influenciar as pessoas que tomam decisões governamentais, alguns teóricos argumentam que regimes de governo que são atualmente considerados regimes democráticos pela maioria das pessoas, na realidade, não o são.

## Discussão

### Influência nos mecanismos do governo
Grandes empresas de forma geral (empresa de capital aberto ou de capital fechado) usam sua força econômica para fazer com que as decisões políticas dos governos sejam favoráveis a elas. Como as empresas de capital fechado geralmente são empresas familiares ou pertencentes a poucos sócios, e como estas pessoas geralmente são ricas, considera-se que regimes governamentais controlados por estas pessoas seriam apenas uma forma de plutocracia. Esta palavra de origem grega, registrada na maior parte das línguas, significa o governo da nação comandado pelas pessoas ricas em atendimento aos seus interesses.
No entanto, como não apenas as pessoas ricas podem se tornar acionistas das grandes empresas de capital aberto (pois pequenos e médios investidores podem se tornar proprietários de suas ações), o termo corporocracia não pode ser considerado um sinônimo de "plutocracia".
Nas empresas de capital aberto a propriedade e a administração das empresas sofre uma cisão que possui fortes repercussões políticas. Segundo esta visão, os administradores das empresas de capital aberto — em busca de poder econômico que possam transformar em riqueza econômica pessoal — passam a tomar decisões empresariais que objetivam principalmente maximizar o seu poder político institucional na sociedade.
Alguns teóricos políticos argumentam que uma "corporocracia" verdadeira surge quando as instâncias governamentais da democracia (o poder executivo, o poder legislativo ou o poder judiciário) tornam legal, em termos jurídicos, o pagamento de propinas aos políticos para que eles defendam, nessas respectivas instâncias, as posições defendidas pelos administradores das empresas de capital aberto. Nesta situação, os políticos tendem a se tornar "marionetes políticas" dos administradores, muito mais que dos proprietários das ações das grandes empresas. Desta maneira, a palavra plutocracia não é aplicável na descrição deste tipo de poder político.
No regime de corrupção política ensejada por este jogo de interesses políticos, os políticos passam a fazer e promulgar leis adequadas aos interesses dos administradores das empresas de capital aberto e não aos interesses das pessoas que compõem a população do país como um todo, sejam eles donos de empresas de capital fechado (empresas familiares pequenas, médias ou grandes) ou trabalhadores especializados ou não especializados. Alguns teóricos acreditam que as contribuições de campanha tornadas legais há muito tempo na maior parte das democracias ocidentais já criaram tal situação em muitos países nos quais pessoas desta parcela da população ainda acreditam que o regime governamental continua uma democracia.
Como evidência da existência dessa situação os teóricos citam, um exemplo específico recolhido nos Estados Unidos, o 'Copyright Term Extension Act (conhecido também como Sonny Bono Copyright Term Extension Act, de 1998) e o Digital Millennium Extension Act. Estas legislações americanas estenderam o período de proteção de copyright de 50 para 70 anos após a morte do autor (se ele for uma pessoa física) e dos mesmos 50 anos para 75 anos a 95 para obras cuja propriedade pertença a uma grande corporação.
Outros estudiosos argumentam que as grandes empresas de comunicações (conhecidas pelo termo geral de "mídia") também podem existir na forma de grandes corporações e que, desta maneira, o acesso à informação pelas pessoas do grande público tende a ser limitado apenas ao material informativo que serve aos interesses das grandes empresas de capital aberto. Eles citam, que estas grandes empresas são os verdadeiros pagantes, através dos gastos com propaganda, das grandes empresas de comunicação. Como os gastos com propaganda fazem parte do custo dos produtos e dos serviços vendidos pelas grandes empresas, cria-se um mecanismo em que os consumidores desses produtos — pelo próprio ato de comprá-los — financiam a continuidade da ignorância de sua verdadeira situação política. Para um aprofundamento desta análise veja o trabalho de Noam Chomsky e Edward S. Hermann em Teoria da Propaganda de Chomsky e Herman.

### Mecanismo econômico
A natureza das grandes empresas e da especulação no mercado aberto de capitais faz com que alguns desejos, no sentido econômico, das grandes empresas, se apresentem de maneira inesperada. Por exemplo, os responsáveis por uma empresa de capital aberto que explora um determinado setor da economia ficarão menos preocupados com uma medida política governamental (uma lei ou qualquer outra regulação, como portarias ministeriais) que diminuirá seus lucros (como um aumento de impostos ou uma política econômica que provoque valorização da moeda do país, ou um aumento da taxa básica de juro dos títulos governamentais) se essa medida atingir todos os setores econômicos do que se ela afetar apenas o seu setor econômico específico. Isto acontece porque, no segundo caso, os detentores de ações da empresa em questão (seus investidores) irão vender suas ações para investir em outras áreas da economia da nação, não atingidas pela medida. A empresa seria desvalorizada pela medida, portanto.
Os que propõem a atual existência de uma corporocracia afirmam que os administradores da empresa afetada irão tentar influenciar os agentes políticos que propõem a medida para que ela não seja tomada. Da mesma maneira, se a medida a ser tomada vier a afetar um conjunto de empresas de um mesmo setor, os administradores dessas empresas, reunidos, tentarão modificar essa medida. Desta maneira, as decisões tomadas serão aquelas que tenderão a beneficiar as empresas de capital aberto capazes de se organizarem e não as pessoas, sejam proprietários de empresas de capital fechado ou trabalhadores de diferentes níveis de especialização em que participam da população como um todo.

## Crítica do conceito
Os críticos do conceito da corporocracia argumentam que ele não tem um significado real em teoria política porque uma grande empresa de capital aberto nada mais é que um sistema de indivíduos administrado por um sistema de governança eleito pelos acionistas. Esse sistema de governança freqüentemente toma a forma de um conselho de administração e de uma diretoria executiva indicada pelo conselho de administração. Como tal, esses críticos argumentam que as grandes empresas de capital aberto têm tanto direito quanto qualquer outro tipo de associação de pessoas a exercerem poder político (como as pessoas que se reúnem em partidos políticos, por exemplo).
Como seu objetivo legal é atender a busca de lucro por parte do acionista, esses corpos de governança exercem tomadas de decisões que visam a atender ao interesse das empresas das quais eles são acionistas. Para isso, é natural, segundo estes críticos, que elas exerçam seu poder de mercado e seu poder financeiro de maneira a influenciar as políticas públicas implementada pelas pessoas que estão no governo.
Estes teóricos políticos também dizem que em países em que a grande parte da riqueza dos políticos é investida em ações de empresas de capital aberto, é natural que as leis e o ambiente político econômico que eles criam seja totalmente favorável a elas e não às pessoas da população como um todo, isto é, o povo.
O fato de que grupos sem capacidade de defender seus direitos de maneira organizada – especialmente grupos de setores produtivos (como os agricultores) ou de classes sociais (como os trabalhadores não especializados) que competem entre si em regime de concorrência perfeita (ou próxima da perfeição) terem muito mais dificuldade de se expressar em termos políticos e, portanto, de influenciar as medidas governamentais, segundo estes críticos, não é importante. Estes afirmam que a mão invisível do mercado, conceito econômico originalmente cunhado por Adam Smith, corrigirá, mais cedo ou mais tarde, os erros governamentais contra esses grupos que não detém capacidade de pressão política.
Uma outra linha de raciocínio crítico ao conceito da corporocracia é baseada na sociobiologia. Em resumo, as pessoas que fazem parte de grupos que não possuem a mesma capacidade de pressão sobre o poder político que as corporações, estão sendo pressionadas pela lei da seleção natural (ou lei da sobrevivência do mais apto de Darwin, que age sobre a população humana da mesma maneira que sobre os animais). Isto é, as pessoas das classes sociais que são apenas dirigidas pelo Estado (sem o influenciar, como os trabalhadores e os proprietários das pequenas e médias empresas familiares) estariam condenadas a uma extinção diferencial pelo simples e bom fato de, ao não possuírem capacidade de pressão política, estarem demonstrando inaptidão e fraqueza em termos econômicos. Isso explica sua dificuldade de obter renda do sistema econômico, uma dificuldade se refletiria, em seguida, na dificuldade de obter educação, e assim renda, pelas gerações seguintes (seus filhos, netos etc). As pessoas que administram as grandes empresas, ao apresentarem essa capacidade de pressão política sobre o Estado (mesmo que antiética) estariam apenas demonstrando uma capacidade de sobrevivência mais adequada que aqueles trabalhadores e proprietários das pequenas e médias empresas familiares.